# Peter Matthiessen (Politiker)
Peter Matthiessen (* 17. Januar 1907 in Kiel; † 20. Mai 1995 in Itzehoe) war ein deutscher Verwaltungsjurist und Abgeordneter in Schleswig-Holstein.

## Leben
Matthiessen besuchte die Realschule und das Reform-Realgymnasium. Nach dem Abitur begann er an der Philipps-Universität Marburg Rechts- und Staatswissenschaften zu studieren. 1927 wurde er im Corps Rhenania Straßburg zu Marburg aktiv. 1928 wechselte er an die Friedrich-Schiller-Universität Jena. Dort wurde er auch im Corps Franconia Jena aktiv. Als Inaktiver beendete er das Studium an der heimatlichen Christian-Albrechts-Universität zu Kiel.
Zum 1. Dezember 1932 trat Matthiessen der NSDAP bei (Mitgliedsnummer 1.408.652). Am 10. April 1933 folgte die Mitgliedschaft in der Sturmabteilung, in der er den im Rang eines Scharführers diente. Es folgte die Mitgliedschaft im Nationalsozialistischen Rechtswahrerbund sowie von August 1934 Positionen als Parteirichter an mehrerer NSDAP-Kreisgerichten, wo ihm sein Vorgesetzter ein „gutes nationalsozialistisches Urteil“ attestierte. Derart gelobt konnte Matthiessen ab 1939 in der zivilen Verwaltung der besetzten Ostgebiete dem Dienst an der Front entkommen. Hier unterstand er dem Reichskommissar Hinrich Lohse im Reichskommissariat Ostland in Riga. 1943 (offiziell bis Mai 1945, vertreten durch Hans Kolbe und Walter Mentzel) war er Landrat des Kreises Eckernförde, bis 1945 unabkömmlich gestellt, rückte er als Leutnant der Wehrmacht an die Ostfront ein. Mit dem Kriegsende wurde er mit seinem Wehrmachtsverband von den Amerikanern festgesetzt und als „Wiederaufbauhelfer“ an die Sowjetunion ausgeliefert. Es folgte eine neunjährige Gefangenschaft in einem Kriegsgefangenenlager nahe Stalingrad. Wie viele russische Kriegsgefangene wurde Matthiessen in Scheinprozessen durch die stalinistische Justiz zu langjähriger Zwangsarbeit verurteilt. 1954 kehrte Matthiessen über das Auffanglager Friedland nach Deutschland zurück.
Von 1955 bis 1972 war Peter Matthiessen Landrat im Kreis Steinburg. Matthiessen wurde 1957 Mitglied der CDU. Er war Vorsitzender des Kreisverbandes des Kuratorium Unteilbares Deutschland und der Europa-Union, des Deutschen Roten Kreuzes, der Volkshochschule, des Heimatsverbandes, der Schutzgemeinschaft Deutscher Wald, des Volksbundes Deutsche Kriegsgräberfürsorge und der Deutschen Olympischen Gesellschaft in Itzehoe sowie Mitglied des Aufsichtsrates der Schleswig-Holsteinischen Stromversorgungs-AG. Von 1967 bis 1975 war er Mitglied des Landtags von Schleswig-Holstein.
Matthiessen war verheiratet und hatte eine Tochter.